# Йосипівка (пункт контролю)

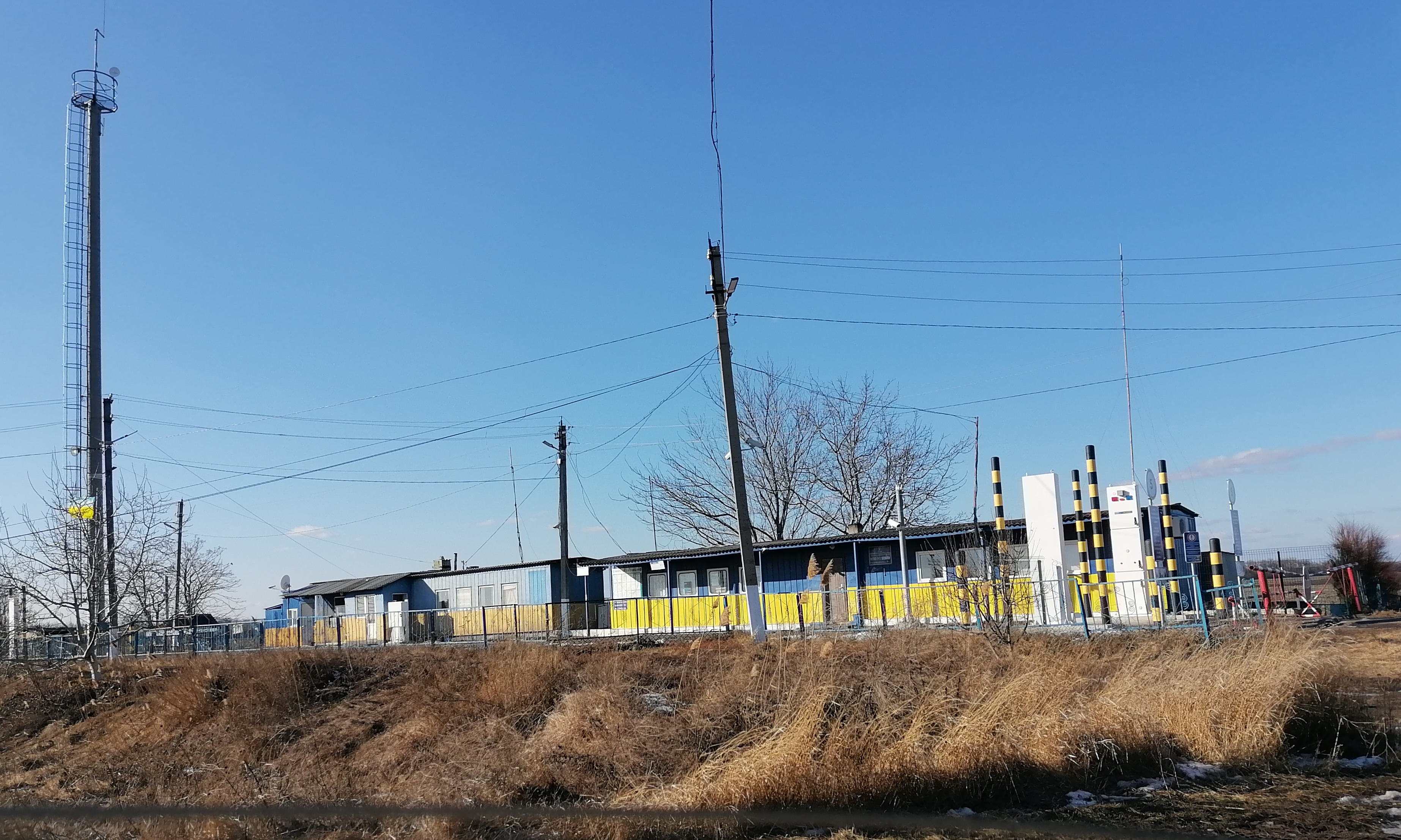
Пункт пропуску через державний кордон України Йосипівка

47°19′37″ пн. ш. 29°36′27″ сх. д. / 47.32694° пн. ш. 29.60750° сх. д.
Йо́сипівка — пункт пропуску через Державний кордон України на кордоні з Молдовою (невизнана республіка Придністров'я). З молдавської сторони пропускні операції тимчасово не здійснюються.
Розташований Роздільнянському районі Одеської області,  неподалік від однойменного села. Розташований на автошляху Т 1614. Із молдавського боку розташований пункт пропуску «Колосово» у селі Колосове, Григоріопольський район, на автошляху місцевого значення у напрямку Григоріополя.
Вид пункту пропуску — автомобільний. Статус пункту пропуску — міждержавний.
Характер перевезень — пасажирський, вантажний.
Пункт пропуску «Йосипівка» може здійснювати лише радіологічний, митний та прикордонний контроль.
Пункти контролю «Йосипівка» входить до складу митного посту «Подільськ» (UA500K04) Одеської митниці. Код місця митного оформлення — UA500290 (відділ митного оформлення № 6, ознака пункту пропуску — 217).
Був тимчасово закритий з 13 березня 2020 року до 20 травня 2020 року у зв'язку з пандемією коронавірусної хвороби відповідно до розпорядження КМУ від 13.03.2020 №288-р.

## Історія
Пункт пропуску «Йосипівка» раніше входив до складу митного посту «Котовськ» Південної митниці. Код пункту пропуску — 50010 39 00 (21).